# Standard Widget Toolkit
A Standard Widget Toolkit vagy SWT a Java programozási nyelv ablakkezelésre és grafikus felhasználói felületek (GUI) létrehozására szolgáló komponensgyűjteménye. Ellentétben az AWT-vel és a Swinggel, az SWT nem része a Java API-nak. Az SWT egy alternatíva az AWT és a Swing helyett.
Az SWT-t eredetileg az IBM fejlesztette ki, de jelenleg az Eclipse Foundation végzi a fejlesztést és a karbantartást. Az első SWT-t használó alkalmazás az Eclipse volt.

## Java GUI történelem
Az első java GUI komponenskészlet az AWT volt, ami a Java Developer Kit 1.0 verziójában jelent meg. Az AWT natív (az operációs rendszer által adott) GUI objektumokat csomagolta Java kódba. A natív GUI komponensek használata nem felelt meg a Java platformfüggetlen filozófiájának, mert túl közel engedte a natív kódot a programozóhoz, s ezzel a Java kód hordozhatóságát rontotta.
Erre a problémára adott megoldást a Swing, amit a J2SE 1.2 verzióban vezetett be a Sun. A Swing komponensek Javában íródtak, és nem a natív GUI komponensekre támaszkodnak, hanem mélyebb operációs rendszer hívásokkal rajzolják meg a komponenseket.
Az Eclipse megalkotásakor az IBM fejlesztők nem voltak elégedettek a Sun által nyújtott GUI megoldásokkal, így sajátot írtak. Így született meg az SWT.
1. ↑  Eclipse 4.34.0 Release Build: 4.34, 2024. november 20. (Hozzáférés: 2025. február 10.)